# Ушковица
У́шковица (бел. Ушкавіца) — деревня в Кобринском районе Брестской области Белоруссии. Входит в состав Хидринского сельсовета.
По данным на 1 января 2016 года население составило 174 человека в 59 домохозяйствах.

## География
Деревня расположена в 10 км к юго-западу от города и станции Кобрин, в 36 км к востоку от Бреста, у автодороги М1 Брест-Минск.
На 2012 год площадь населённого пункта составила 0,77 км² (77 га).

## История
Населённый пункт известен с 1563 года по упоминанию земян Юшковичей. В разное время население составляло:
- 1999 год: 51 хозяйство, 138 человек;
- 2009 год: 167 человек;
- 2016 год[2]: 59 хозяйств, 174 человека;
- 2019 год[1]: 164 человека.